# Lotta Continua (tidning)

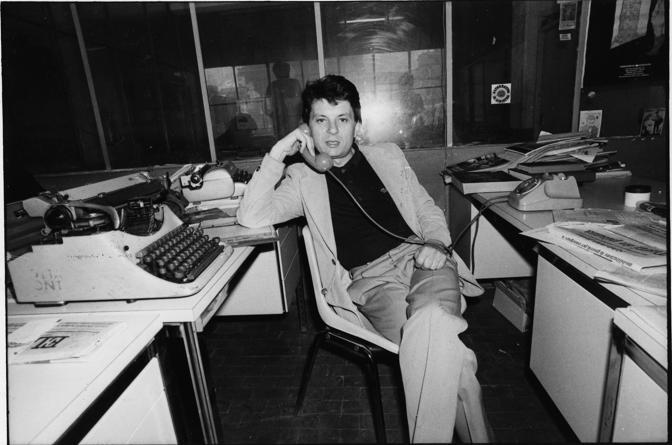
Adriano Sofri upptagen av ett telefonsamtal på Lotta Continuas redaktion någon gång i början av 1970-talet

Lotta Continua var en italiensk kommunistisk tidning som gavs ut 1969–1982, fram till slutet av 1976 av den utomparlamentariska organisationen Lotta Continua och därefter fram till juni 1982 av ett fristående journalistkooperativ, huvudsakligen bestående av före detta LC-medlemmar. Tidningen grundades av Guido Viale och Luigi Bobbio. Det första numret utkom 1 november 1969 med en upplaga om 65 000 exemplar. Tidningens första redaktion var inledningsvis inhyst i en privatbostad, därefter i en kontorslokal på Via San Prospero i Milano. När tidningen blev nationell flyttade redaktionen till lokaler på Via Dandolo i Rom. Tidningen utkom i början som en veckotidning, från september 1970 två gånger i veckan för att slutligen våren 1972 bli en dagstidning med en upplaga på omkring 50 000 exemplar. Eftersom tidningen distribuerades till de stora fabrikerna i norra Italien där den cirkulerade bland arbetarna, hade den i praktiken hundratusentals läsare. Under sin relativt korta existens hann tidningen ha nio olika ansvariga utgivare, av vilka den mest kända var Pier Paolo Pasolini. Tidningen finansierades dels genom bidrag från vänsterintellektuella, dels genom ”självbeskattning” av organisationens medlemmar.
Tidningen Lotta Continua innehöll förutom nyheter återgivna med en tydlig tendens även kraftfull politisk agitation för en revolution. För att nå den kategori arbetare som inte var vana tidningsläsare skapades den satiriska tecknade serien Gasparazzo, vars huvudperson Calogero Gasparazzo var en typisk fabriksarbetare med syditalienskt ursprung. Serien publicerades i tidningen endast några månader under andra halvåret 1972 och lades ner i december när upphovsmannen och tecknaren Roberto Zamarin omkom i en trafikolycka.
Tidningen Lotta Continua blev känd över hela Italien genom den långa förtalskampanj den drev mot poliskommissarien Luigi Calabresi som under kampanjen och sannolikt som ett resultat av den blev mördad. Tidningen hävdade att Calabresi låg bakom anarkisten Giuseppe Pinellis död. I nummer 5 av andra årgången publicerade tidningen 21 februari 1970 två fotografier bredvid varandra, det ena föreställande Calabresi, det andra Gian Maria Volonté i en scen ur filmen Undersökning av en medborgare höjd över alla misstankar. Bildtexten löd: "Två kommissarier. Den till vänster (Volonté) har redan erkänt".
Efter att organisationen Lotta Continua hade upplösts hösten 1976 kom tidningen successivt att bli alltmer lik andra dagstidningar på den politiska vänsterkanten. Mittuppslaget reserverades för kultur och en insändarsida skapades. Tidningens nya linje innebar också att en del av redaktionen var för skärpandet av kritiken mot de militanta grupperna, medan andra förespråkade en mjukare linje mot dem. Mordet på syndikalisten Guido Rossa i januari 1979 delade slutgiltigt redaktionen i två läger och resulterade i en totalt misslyckad kompromiss vid förmedlingen av själva nyheten som gav intrycket att tidningen försökte hitta en ursäkt för att Röda brigaderna hade mördat en arbetarledare. Det blev därefter allt svårare att hålla igång utgivningen som fortsatte med ett längre uppehåll under större delen av 1981. Tidningen lades ner 13 juni 1982.